# Cransac-les-Thermes
Cransac-les-Thermes – miejscowość i gmina we Francji, w regionie Oksytania, w departamencie Aveyron. W 2013 roku jej populacja wynosiła 1646 mieszkańców. 